# Ridderorden in Finland
Nadat Finland in 1918 onafhankelijk werd stichtte de regent van het tot op dat moment in personele unie met Rusland verenigde Groothertogdom Finland op 4 maart 1918 een eigen Finse onderscheiding, het "Vrijheidskruis".
In de loop der jaren kwamen daar de volgende ridderorden en onderscheidingen bij:
- De Orde van de Witte Roos (28 januari 1919)
- De Orde van het Heilige Lam (20 juni 1935)

Deze orde werd door de Fins-Orthodoxe Kerk in Finland ingesteld en wordt door de Finse regering erkend.
- De Orde van de Finse Leeuw (11 september 1941)
- De Orde van het Vrijheidskruis

Het in de onafhankelijkheidsstrijd ingestelde vrijheidskruis werd in de Winteroorlog van 1939 vernieuwd en op 16 december 1940 ook formeel een ridderorde.
Dan zijn er nog twee kruizen van verdienste die met ridderorden gelijkgesteld kunnen worden:
- Het Finse Olympische Kruis van Verdienste en
- Het Finse Kruis van Verdienste voor Atleten